# (38651) 2000 ON18
2000 ON18 (asteroide 38651) é um asteroide da cintura principal. Possui uma excentricidade de 0.24611910 e uma inclinação de 3.01123º.
Este asteroide foi descoberto no dia 23 de julho de 2000 por LINEAR em Socorro.